# طيرفلسيه
طيرفلسيه هي إحدى القرى اللبنانية من قرى قضاء صور في محافظة الجنوب.
تبعد طير فلساي حوالي 96 كلم عن بيروت عاصمة لبنان وترتفع حوالي 260 معن سطح البحر وتمتد على مساحة تُقدَّر بـ 518 هكتاراً.
عدد سكان طيرفلسيه 1675 نسمة. خلال الانتخابات الأخيرة التي جرت عام . 2004 ، بينت اللوائح عدد المسجلين فيها : 3721 ناخبا، شارك منهم 2001 (1).